# Одиночество бегуна на длинные дистанции

Ставшая знаменитой сцена.

«Одиночество бегуна на длинную дистанцию» (англ. The Loneliness of the Long Distance Runner) — британский художественный фильм режиссёра Тони Ричардсона, снятый в 1962 по одноимённому рассказу Алана Силлитоу (в русском переводе — «Одинокий бегун»). Фильм содержит критику общественного устройства Великобритании. С выходом фильма вид одиноко бегущего человека стал распространённым сюжетом в мировом кинематографе.

## Сюжет
Фильм открывается сценой, в которой главный герой, Колин Смит (Том Кортни), одиноко бежит по просёлочной британской дороге. В своём монологе Колин открывает зрителю, что бег — это средство, с помощью которого он в прямом и переносном смысле бежит от своих проблем, особенно проблем с законом. Бежит по лесам и полям, не задаваясь вопросом, зачем. И даже пересекая победную черту с ликующей за ней толпой, он знает, что это ещё не конец. Это — одиночество бегуна на длинные дистанции.
В следующей сцене Колин показан уже в наручниках: он едет в полицейской машине вместе с другими парнями (тоже в наручниках) в «Ракстон Тауэрс» — центр для так называемых трудных подростков — несовершеннолетних правонарушителей. Директор учреждения (Майкл Редгрейв) убеждён, что только тяжёлая работа и дисциплина в конечном счёте сделают из них полезных членов общества. Угрюмый и непослушный Колин сразу по прибытии обратил на себя директорское внимание своим дерзким вызовом сложившейся системе «перевоспитания».
Важной частью программы реабилитации воспитанников центра является лёгкая атлетика. Директор, в прошлом тоже бегун, заинтригован спортивными способностями Колина — талантливого бегуна, способного легко заткнуть за пояс всех остальных ракстонских спортсменов. И вот его подопечные приглашены для участия в пятимильном кроссе против учащихся школы Ранли, в которой учатся привилегированные дети «сливок общества». Директор видит в этом приглашении отличный способ показать превосходство своей программы реабилитации над другими методами обучения. Близится день соревнований…

## В ролях
| Актёр          | Роль                |
| -------------- | ------------------- |
| Том Кортни     | Колин Смит          |
| Майкл Редгрейв | директор учреждения |
| Джеймс Болэм   | Майк                |
| Джон Тоу       | Босуорт             |

## Постановка
Литературный сценарий фильма написал Алан Силлитоу, автор одноимённой повести, он же (совместно с режиссёром) участвовал затем и в работе над фильмом. Сам Ричардсон назвал ленту «поэтическим утверждением права каждого вступить в борьбу с обществом и победить». Режиссура Ричардсона в фильме органично совместила этот поэтический реализм с жёсткими, почти документальными кадрами (например, в сцене драки) и искусно снятыми пейзажными сценами бега Колина.

## В прокате
Фильм как произведение, выражающее западный антагонизм против западного же социального строя, был принят на ура в советском прокате. В то же самое время он был обойдён вниманием в американском — американцев традиционно раздражает характерный акцент центральной Англии в речи актёров, но главное тут в другом: критики, как и зрители, жаловались, что не могут понять сути диалогов в фильмах на социальную тематику (в которых своё недовольство выражает рабочий класс), — то есть в Америке никто попросту не понял, о чём говорят герои. Как следствие, посыл фильма остался неуслышанным, а впоследствии и утраченным.

## Награды
Роль Колина, одиночки, бунтующего без какой-либо определённой цели против авторитарной власти и непонимания общества, стала знаменательным дебютом для Тома Кортни, за что в 1963 году ему была вручена награда Британской киноакадемии как самому многообещающему новичку.

## Кинокритика

### Британская и американская критика
Британская кинокритика была к фильму беспощадна. Британское издание The Monthly Film Bulletin писало о режиссуре Ричардсона как об унылом опостылевшем подходе, обвинив режиссёра в копировании «Четырёхсот ударов» Франсуа Трюффо. Об этом же писал и New Statesman в лице кинокритика Джона Колмана. В Sight & Sound Питер Харкорт раскритиковал прокатное время фильма, назвав его чересчур растянутым. Американская же критика разошлась во мнениях. Журнал Show писал о том, что зритель увидит в этом прискорбно неуравновешенном фильме совершенно ясную социальную критику, живую операторскую работу, превосходную режиссуру и актёрскую игру. Time выразил своё сожаление о том, что главный герой — якобы слишком уж явный пролетарий и что его житейская ситуация уж слишком неестественна и надуманна, но тем не менее отметил блестящую актёрскую игру Кортни: «К счастью, как актёр, Кортни превосходен… его голос — это грохот посреди непрекращающегося городского шума, лицо такое же жёсткое и пустое как тротуар, а глаза так же темны и пусты, как выбитые окна в заброшенной мельнице».

### Советская и современная российская критика
Писатель Василий Аксёнов, сравнивая повесть Силлитоу с фильмом Ричардсона, отдаёт предпочтение фильму, называя повесть «немного скучноватой»; фильм видится Аксёнову редким случаем удачной экранизации, он во много раз лучше первоисточника, а маленький жилистый Том Кортни создаёт живой и яркий образ обозлённого английского подростка из бедной пролетарской семьи. Заслуженный деятель искусств РСФСР, доктор искусствоведения Ростислав Юренев называет «Вкус мёда» и «Одиночество бегуна на длинные дистанции» полными горечи и сомнений, жестокими и лиричными фильмами о молодёжи.
Кинокритик и публицист Алексей Гусев признаёт фильм «Одиночество бегуна на длинные дистанции» одним из лучших фильмов Ричардсона периода 60-х, в котором, как и в других фильмах — таких как «Комедиант» и «Вкус мёда» — странно, но органично соединяются строгая документальная достоверность чёрно-белых пейзажей и интерьеров с чисто театральной манерой исполнителей: актёрская игра задаёт гневный и горький социальный пафос, документальность изображения придаёт ему жизненность. Кинокритик Михаил Иванов, один из ключевых авторов «Видеогида» и «Film.ru», называет фильм «Одиночество бегуна на длинные дистанции» одним из лучших британских фильмов о «рассерженных молодых людях», о растерянности молодых англичан, их протесте против жестокости, равнодушия и лицемерия буржуазного общества.

В 1986 году хэви-метал-группа Iron Maiden исполнила песню в составе альбома Somewhere in Time, с одноимённым названием «The Loneliness of the Long Distance Runner», в которой говорится о возможных мыслях главного героя фильма.